# María Helena de Felipe Lehtonen
María Helena de Felipe Lehtonen (Madrid, 10 de juny de 1962), de nacionalitat hispano-finesa amb residència a Barcelona, és advocada laboralista i actualment ocupa diferents càrrecs institucionals com Fepime Catalunya o Foment del Treball.
És partidària de la igualtat entre dones i homes defensant sempre la importància de la participació que tenen les dones en la societat. Defensa les «petites i mitjanes empreses» com a motor de l'economia catalana.

## Inicis professionals
Va iniciar la seva trajectòria cofundant l'empresa Fes Consulting Empresarial S.L. Més endavant, l'any 2002 va fundar l'Associació d'Organitzacions de Dones Empresàries del Mediterrani (AFAEMME).

## Trajectòria associativa
Actualment ocupa el càrrec de presidenta de FEPIME on defensa els interessos i drets dels empresaris. De Felipe dins del món de les associacions, també ostenta els següents càrrecs:
- Vicepresidenta de CEPYME, des de 2014.
- Vicepresidenta de Foment del Treball des de 2014.
- Presidenta de l'Associació d'Organitzacions de Dones Empresàries del Mediterrani (AFAEMME) des de 2002.
- Vicepresidenta de l'Associació Europea de Petites i Mitjanes Empreses.
- Presidenta del Comitè de Seguiment del CESSE[3]
- Vicepresidenta de CEPYME[4]